# (367) Amicitia
(367) Amicitia est un astéroïde de la ceinture principale découvert par Auguste Charlois le 19 mai 1893. Le mot latin amicitia signifie « l’amitié ».